# Arsénio
Arsénio är en ort i Grekland.   Den ligger i prefekturen Nomós Péllis och regionen Mellersta Makedonien, i den norra delen av landet, 300 km norr om huvudstaden Aten. Arsénio ligger 43 meter över havet och antalet invånare är 1 389.
Terrängen runt Arsénio är platt österut, men västerut är den kuperad. Terrängen runt Arsénio sluttar österut. Runt Arsénio är det ganska tätbefolkat, med 72 invånare per kvadratkilometer. Närmaste större samhälle är Náousa, 12,1 km sydväst om Arsénio. Trakten runt Arsénio består till största delen av jordbruksmark.